# Płaszczka naga
Płaszczka naga, raja gładka, płaszczka gładka (Dipturus batis) – gatunek ryby chrzęstnoszkieletowej z rodziny rajowatych (Rajidae).

## Występowanie
Północny Atlantyk od Islandii i północnej Norwegii do Madery. Występuje również w Morzu Północnym i zachodnim Bałtyku, do polskich wybrzeży nie dociera oraz w zachodniej części Morza Śródziemnego.
Występuje na głębokościach od 100 do 200 m, nad dnem piaszczystym lub mulistym. Młode osobniki na głębokości 18–30 m.

## Cechy morfologiczne
Osiąga maksymalnie samice do 2,5 m, a samce do 2 m, masa do 150 kg. Ciało spłaszczone grzbietobrzusznie o kształcie szerokiej rombowatej tarczy ze spiczastymi płetwami piersiowymi. Pysk długi, ostrokątny. Strona grzbietowa u samców pokryta kolcami, u samic kolce występują tylko w przedniej części, skóra młodych osobników jest gładka. U dorosłych osobników na trzonie ogonowym po bokach ciągną się szeregi kolców, brak ich na środku. Uzębienie składa się z 40–50 zębów w każdej szczęce, u samców są spiczaste i dłuższe, u samic szersze i tępo zakończone. Dwie małe płetwy grzbietowe, stykające się ze sobą znajdują się na końcu silnego, długiego trzonu ogonowego. 
Strona grzbietowa brązowo- lub szarożółta z małymi białymi lub żółtymi punktami. Strona brzuszna w zależności od wieku osobnika biała, jasnoszara lub niebieskawa z czarnymi punktami lub prążkami.

## Odżywianie
Żywi się rybami, wieloszczetami i skorupiakami.

## Rozród
Ryba jajorodna. Samiec osiąga dojrzałość płciową przy długości 1,5 m a samica przy jeszcze większej długości.

## Znaczenie gospodarcze
Jest największą przedstawicielką rajowatych w północno-zachodnie Europie i ma duże znaczenie w gospodarce rybackiej.